# 青海卫视
青海卫视是中国大陆地区的省级卫星频道，节目内容主要以播放青海省地方新闻以及电视剧为主。青海卫视一直走在中国大陆省级卫视改革的前沿，多次与境外卫星频道和国内传媒集团合作，推出了部分收视率很高的电视节目，但最终都被广电总局叫停。

## 历史与发展
1997年1月1日，青海卫视上星播出。

### 星空卫视曲线落地事件
由于中国大陆大部分地区禁止接收境外电视频道，2005年，星空卫视与青海卫视达成合作，将大量节目放在青海卫视中播出达到曲线落地中国大陆的效果，仅仅将节目包装做更改。这一合作仅仅保持了3个月就被广电总局叫停，被迫终止。

### 华风时期
2006年，青海卫视与中国气象局旗下的华风气象传媒集团公司合作，开始成为“以地球环境科学为特色的综合频道”，推出多个主打关注自然生态类的节目，更安排在每个整点播放天气资讯节目《国家气象•正点播报》，惟合作关系仅有1年。

### 2007-2009：青海卫视定位“青年先锋”
2007年初，青海卫视与先锋传媒合作，频道开始定位“青海卫视，青年先锋”，并开始播出先锋传媒制作的《青年汇》、《大众在线》等精彩节目，合作只维持了两年时间。

### 青海卫视变身“壹体育”
2009年初，青海卫视与新传体育合作，推出“壹体育”品牌，成为中国大陆继CCTV-5之后第二家全国播出的体育频道，提供中超联赛、CBA、欧冠联赛、NBA的现场直播。由于中国大陆政策限制，ESPN、Star Sports等国际著名体育频道无法落地中国，青海卫视的出现迅速得到观众支持，收视率一路飙高。由于青海卫视必须以播送青海地方政府的宣传内容为第一优先，每天中午和晚间有固定的地方新闻时段，经常在上午进行NBA赛事直播到达中午12点时，立即切断比赛信号进入青海新闻节目，导致部分观众不满。2009年7月，广电总局发出通知叫停，青海卫视的“壹体育”品牌仅坚持了半年就宣告终止。

### 与湖南卫视深度合作 变身“青芒果卫视”
2009年12月1日，湖南卫视宣布经过广电总局批准，将从2010年起与青海卫视展开“深度合作”项目，由湖南卫视提供主持人、电视节目、制作团队，在青海卫视中播出。
2010年3月27日，青海电视台与中南出版传媒集团股份有限公司湖南广播电视台分公司正式签约，青海与湖南将以51比49的持股比例组建新公司。

### 自主运营
2013年5月6日，青海卫视开始“自主运行”改版，受中央电视台扶持。之后，部分电视湘军留守青海卫视。
2016年4月27日，青海卫视高清频道开始试播，正式迎来高清播出时代。同年6月30日，青海卫视标清频道播出方式由4:3改为16:9横向压缩4:3播出。

## 参看
- 青海广播电视台
- 湖南卫视